# Зеленодолье
Зеленодолье (до 1938 — Ной-Лубёнен (нем. Neu Lubönen), до 1946 — Мемельвальде (нем. Memelwalde)) — посёлок в Краснознаменском городском округе Калининградской области. Входил в состав Алексеевского сельского поселения.

## Население
| 1867 | 1885 | 1910 | 1933 | 2002 | 2010 |
| ---- | ---- | ---- | ---- | ---- | ---- |
| 176  | ↗185 | ↗243 | ↗267 | ↘9   | ↗19  |

## История
Прежнее название Ной Лубёнен до 1938, Мемельвальде до 1946 года